# Godlewski-sármány
A Godlewski-sármány (Emberiza godlewskii) a madarak osztályának verébalakúak (Passeriformes) rendjébe és a sármányfélék (Emberizidae) családjába tartozó faj.

## Rendszerezése
A fajt Wladyslaw Taczanowski lengyel ornitológus írta le 1874-ben. Tudományos faji nevét Victor Godlewski lengyel nemesről, felfedezőről és természettudósról kapta.

## Alfajai
- Emberiza godlewskii godlewskii Sushkin, 1925
- Emberiza godlewskii decolorata Taczanowski, 1874
- Emberiza godlewskii khamensis Sushkin, 1925
- Emberiza godlewskii omissa Rothschild, 1921
- Emberiza godlewskii yunnanensis Sharpe, 1902[2]

## Előfordulása
Oroszország, Kína, India, Mongólia és Mianmar területén honos. Kóborlóként feltűnik Kazahsztánban is. Természetes élőhelyei a szubtrópusi vagy trópusi magaslati cserjések, sziklás környezetben, valamint szántóföldek. Állandó, nem vonuló faj.

## Megjelenése
Testhossza 17 centiméter, testtömege 14-23 gramm.

## Természetvédelmi helyzete
Az elterjedési területe rendkívül nagy, egyedszáma pedig ismeretlen. A Természetvédelmi Világszövetség Vörös listáján nem fenyegetett fajként szerepel.